# Schloss Budmerice
Das Schloss Budmerice, deutsch auch Schloss Pudmeritz  genannt; slowakisch Budmerický kaštieľ oder Kaštieľ v Budmericiach, alternativ auch Schloss Pálffy, ist ein Schloss im westslowakischen Ort Budmerice (deutsch Pudmeritz) im Okres Pezinok.

## Geschichte
Das Anwesen im eklektizistischen, den französischen Schlössern der Loire nachempfundenen Stil wurde 1888–1889 in einem Wald nordwestlich von Budmerice an der Stelle eines alten Meierhofs und umliegenden Weiden gebaut. Auftraggeber war der Graf Johann Pálffy (1857–1934) aus dem ungarischen Geschlecht Pálffy, der für sich und seine Gattin Elisabeth, geb. Schlippenbach ein Jagdschloss bauen ließ.
Dem fertigen Schloss dominiert ein Hauptturm mit einer Aussichtsetage und einer Uhr am Giebel, dazu gibt es kleinere Türme und Dachgauben. Am Haupteingang oberhalb einer monumentalen Treppe stehen die Wappen der beiden ursprünglichen Besitzer. Im Inneren befindet sich vor allem Ausstattung aus dem späten 18. und der ersten Hälfte des 19. Jahrhunderts, das Schloss war aber ansonsten mit einer Zentralheizung und mehreren Speiseaufzügen für damalige Verhältnisse modern ausgestattet. Im der unmittelbaren Umgebung erstreckt sich ein großer englischer Park. Auf dem alten Weg zur Burg Červený Kameň, einem Erbbesitz der Pálffys, befindet sich die kleine Kapelle Maria von Lourdes.
Nach dem Tod von Johann Pálffy im Jahr 1934 vererbte sein einziger Sohn das Anwesen und organisierte dort häufig Gesellschaftsjagden und verschiedene Veranstaltungen. Kurz nach dem Zweiten Weltkrieg wurde das Schloss vom tschechoslowakischen Staat nationalisiert und diente zuerst als Erholungs- und Schulungsort für Arbeiter, später wurde es in die Hände des literarischen Fonds übertragen. 1946 und nochmal 1986 wurde das Schloss saniert. Als Heim slowakischer Schriftsteller (slowakisch Domov slovenských spisovateľov) diente es bis 2011 als Arbeits- und Tagungsstätte des slowakischen Schriftstellerverbandes.
Nach dem Ablauf des Mietvertrages im Jahr 2011 stand das Schloss leer, weil der literarische Fonds eine Mieterhöhung nicht akzeptierte. Gegenwärtiger Eigentümer ist das slowakische Kulturministerium, das 2014–2015 eine teilweise Sanierung durchführen ließ. Der Park kann ganzjährig besucht werden, das Schloss hingegen nur saisonal.